# Обласні автомобільні шляхи Волинської області
Обласні автомобільні шляхи Волинської області — автомобільні шляхи обласного значення, що проходять територією Волинської області України. Список включає усі дороги місцевого значення області, головним критерієм для визначення порядку слідування елементів є номер дороги у переліку.

## Перелік обласних автомобільних шляхів у Волинській області
| Індекс та номер дороги | Найменування автомобільної дороги | Протяжність, км | Опис | OpenStreetMap |
| ---------------------- | --- | --------------- | --- | ------------- |
| О030101                | Кладнів — Микитичі — Стенжаричі — Білин — Р15 — Овадне — Красностав — Свійчів — Бегета — Микуличі — Н22                                              | 65,0            | Автошля́х О030101 — автомобільний шлях довжиною 65 км, обласна дорога місцевого значення у Волинській області. Пролягає по Володимирському районі від Кладніва до перетину з Н22. На ділянці по вулиці Ковельська в селі Овадне збігається з трасою Р15. Проходить через села Кладнів, Коритниця, Стенжаричі, Зоря, Селіски, Білин, Охнівка, Верба, Овадне, Сусваль, Красностав, Галинівка, Свійчів, Міжлісся, Бегета, Микуличі. Перетинає річки Золотуха і Риловиця. В селі Овадне перетинає залізничний шлях лінії Ковель — Львів (Рівненська дирекція залізничних перевезень Львівської залізниці). |               |
| О030102                | Т 0302 — Гайки — Мокрець — Р15 | 12,1            | Автошля́х О030102 — автомобільний шлях довжиною 12,1 км, обласна дорога місцевого значення у Волинській області. Пролягає по Володимирському (1,0 км) та Турійському (11,1 км) районах від перетину з Т 0302 до перетину з Р15. Проходить через села Гайки, Ягідне і Мокрець. Перетинає річку Турія. |               |
| О030103                | Амбуків — Дарницьке — Заріччя | 22,9            | Автошля́х О030103 — автомобільний шлях довжиною 22,9 км, обласна дорога місцевого значення у Волинській області. Пролягає по Володимирському районі від Амбукова до Заріччя. Проходить через села Амбуків, Лудин, Дарницьке, Заріччя. Закінчується на перетині з Р15. Перетинає автошлях Р15, річки Ізівка, Студянка. |               |
| О030104                | Т 0302 — Маркостав — Бужковичі — Луковичі — Орищі — Т 0302                                                                                           | 15,2            | Автошля́х О030104 — автомобільний шлях довжиною 15,2 км, обласна дорога місцевого значення у Волинській області. Пролягає по Володимир-Волинському (2,0 км) та Іваничівському (13,2 км) районах від перетину із Т 0302 до перетину із Т 0302. Проходить через села Маркостав, Бужковичі, Луковичі, Орищі. |               |
| О030105                | Ізов — Бортнів — Бужанка — Нововолинськ | 13,1            | Автошля́х О030105 — автомобільний шлях довжиною 13,1 км, обласна дорога місцевого значення у Волинській області. Пролягає по Володимир-Волинському (4,7 км) та Іваничівському (8,4 км) районах від Ізова до Нововолинська. Проходить через села Ізов, Рогожани, Бортнів, Бужанка, Шахтарське. Закінчується у місті Нововолинськ на перетині з вулицею Шахтарська. Перетинає автошлях О030103. У двох місцях перетинає річку Ізівка. |               |
| О030206                | Н17 — ст. Звиняче | 8,4             | Автошля́х О030206 — автомобільний шлях довжиною 8,4 км, обласна дорога місцевого значення у Волинській області. Пролягає по Горохівському районі від перетину із Н17 до села Звиняче. Проходить через села Терешківці, Ощів, Звиняче. Закінчується поблизу зупинного пункту Застав'я (лінія Ківерці — Підзамче Рівненської дирекції залізничних перевезень Львівської залізниці) на перетині із О030209. Поблизу станції Звиняче перетинає залізничний шлях лінії Ківерці — Підзамче (Рівненська дирекція залізничних перевезень Львівської залізниці). |               |
| О030207                | Печихвости — Підбереззя — Лемешів — Рачин — Озерці                                                                                                   | 21,2            | Автошля́х О030207 — автомобільний шлях довжиною 21,2 км, обласна дорога місцевого значення у Волинській області. Пролягає по Горохівському районі від села Печихвости до села Озерці. Починається в селі Печихвости на перетині з О030213, проходить через села Підбереззя, Лемешів, Рачин. Закінчується поблизу в селі Озерці на перетині з Т 0311. На ділянці в селі Підбереззя збігається з трасою Т 0302. Перетинає О030213, О030207. У двох місцях перетинає річку Стрипа. |               |
| О030208                | Н17 — Сенкевичівка — Жабче (на Боремель) | 16,3            | Автошля́х О030208 — автомобільний шлях довжиною 16,3 км, обласна дорога місцевого значення у Волинській області. Пролягає по Горохівському районі від перетину з Н17 до села Жабче. Проходить через села Губин Перший, Колодеже, Жабче, селище міського типу Сенкевичівка. Закінчується на кордоні з Рівненською областю. В Сенкевичівці перетинає залізничний шлях лінії Ківерці — Підзамче (Рівненська дирекція залізничних перевезень Львівської залізниці). |               |
| О030209                | Горохів — Холонів — Звиняче — Новосілки | 19,0            | Автошля́х О030209 — автомобільний шлях довжиною 19,0 км, обласна дорога місцевого значення у Волинській області. Пролягає по Горохівському районі від міста Горохів до села Новосілки. Починається в місті Горохів на перетині з Т 0302 (вулиця Козацька), на території міста проходить по вулиці Студентська. Проходить через села Старостав, Холонів, Звиняче, Мислині, Новосілки. В селі Звиняче поблизу зупинного пункту Застав'я перетинає залізничний шлях лінії Ківерці — Підзамче (Рівненська дирекція залізничних перевезень Львівської залізниці), а також до дороги примикає О030206. |               |
| О030210                | Т 0302 — Мар'янівка — Борочиче — Бужани | 11,9            | Автошля́х О030210 — автомобільний шлях довжиною 11,9 км, обласна дорога місцевого значення у Волинській області. Пролягає по Горохівському районі від перетину з Т 0302 до села Бужани. Проходить через селище міського типу Мар'янівка, села Борочиче, Широке. Закічується в селі Бужани на перетині з О030212. В Мар'янівці до дороги примикає О030211. Поблизу села Борочиче у двох місцях перетинає річку Луга. |               |
| О030211                | Т 0302 — ст. Горохів | 1,0             | Автошля́х О030211 — автомобільний шлях довжиною 1,0 км, обласна дорога місцевого значення у Волинській області. Пролягає по селищі міського типу Мар'янівка у Горохівському районі. Починається на перетині з Т 0302, закінчується на перетині з О030210 (вулиця 40 років Перемоги). В Мар'янівці проходить по вулиці Залізнична. Перетинає поблизу станції Горохів залізничний шлях лінії Ківерці — Підзамче (Рівненська дирекція залізничних перевезень Львівської залізниці), а також підїзний залізничний шлях Горохівського цукрового заводу. |               |
| О030212                | Ржищів — Бужани — Скригове — Диковини — Буркачі — Мерва — Кутрів — Берестечко                                                                        | 42,2            | Автошля́х О030212 — автомобільний шлях довжиною 42,2 км, обласна дорога місцевого значення у Волинській області. Пролягає по Горохівському районі від села Ржищів до міста Берестечко. Проходить через села Бужани, Пильгани, Скригове, Диковини, Буркачі, Мерва, Кутрів. Перетинає Т 1806, в селі Бужани до шляху примикає О030210. Закінчується в місті Берестечко на перетині з Т 1806, Т 0302 (вулиця Незалежності); по місту проходить по вулиці Лесі Українки. |               |
| О030213                | Стрільче — Полюхне — Пірванче — Т 0302 | 8,9             | Автошля́х О030213 — автомобільний шлях довжиною 8,9 км, обласна дорога місцевого значення у Волинській області. Пролягає по Горохівському районі від села Стрільче до села Пірванче. Починається на кордоні з Рівненською областю. Проходить через села Печихвости, Полюхне. Закінчується в селі Пірванче на перетині з Т 0302. Перетинає О030207, річку Стрипа. |               |
| О030214                | Журавники — Довгів — Мар'янівка — Цегів | 10,6            | Автошля́х О030214 — автомобільний шлях довжиною 10,6 км, обласна дорога місцевого значення у Волинській області. Пролягає по Горохівському районі від села Журавники до села Цегів. Починається в селі Журавники на перетині з Н17. Проходить через село Довгів, селище міського типу Мар'янівка. В Мар'янівці проходить по вулицях Соборна і Незалежності. Закінчується в селі Цегів на перетині з Т 0302. Перетинає в двох місцях річку Липа, проходить по дамбі Мар'янівського озера. |               |
| О030215                | Новостав — Смолява — Берестечко — Т 0302 | 8,9             | Автошля́х О030215 — автомобільний шлях довжиною 8,9 км, обласна дорога місцевого значення у Волинській області. Пролягає по Горохівському районі від села Новостав до перетину з Т 0302. Проходить через село Смолява. Перетинає річку Липа. |               |
| О030316                | Застава — Морозовичі — Шахта № 2 | 4,9             | Автошля́х О030316 — автомобільний шлях довжиною 4,9 км, обласна дорога місцевого значення у Волинській області. Пролягає по Іваничівському районі від прикордонної застави поблизу Морозовичі до шахти № 2 (Нововолинськ). Починається на прикордонній заставі, проходить через село Морозовичі, закінчується в Нововолинську поблизу шахти № 2 (Нововолинськ) на перетині з Р15 (Сокальська вулиця). До шляху примикає О030317. |               |
| О030317                | Морозовичі — Кречів — Мовники — Р15 | 13,3            | Автошля́х О030317 — автомобільний шлях довжиною 13,3 км, обласна дорога місцевого значення у Волинській області. Пролягає по Іваничівському районі від перетину з О030316 до села Литовеж. Починається на перетині з О030316 поблизу села Морозовичі, проходить через села Кречів, Мовники, закінчується в селі Литовеж на перетині з Р15. |               |
| О030318                | Т 0305 — Благодатне — Заставне — Іваничі | 15,0            | Автошля́х О030318 — автомобільний шлях довжиною 15,0 км, обласна дорога місцевого значення у Волинській області. Пролягає по Іваничівському районі від Благодатного до Іванич. Починається в селищі міського типу Благодатне на перетині з Т 0305, проходить через села Біличі, Заболотці, Заставне, закінчується в селищі міського типу Іваничі на перетині з вулицею Грушевського. По смт. Благодатне проходить по вулиці Перемоги, де перетинає під'їзну залізничну колію до шахти № 6 (Жовтневе). По смт. Іваничі проходить по вулиці Колгоспна. Перетинає у двох місцях під'їзний залізничний шлях Іваничі — Нововолинськ (поблизу села Біличі і поблизу смт. Іваничі). В селі Заболотці перетинає О030320. |               |
| О030319                | Іваничі — Бубнів | 11,7            | Автошля́х О030319 — автомобільний шлях довжиною 11,7 км, обласна дорога місцевого значення у Волинській області. Пролягає по Іваничівському (8,9 км) та Володимир-Волинському (2,8 км) районах від Іванич до Бубніва. Починається в селищі міського типу Іваничі на перетині з Т 0305 (вулиця 8 Березня), проходить через села Древині, Мишів, Менчичі. Закінчується в селі Бубнів на перетині з Т 0302. По смт. Іваничі проходить по вулиці Заводська. Поблизу села Менчичі до шляху примикає О030325. В селі Бубнів перетинає залізничний шлях лінії Ковель — Львів (Рівненська дирекція залізничних перевезень Львівської залізниці). |               |
| О030320                | Іваничі — Заболотці — Литовеж | 11,7            | Автошля́х О030320 — автомобільний шлях довжиною 11,7 км, обласна дорога місцевого значення у Волинській області. Пролягає по Іваничівському районі від Литовежа до Іванич. Починається в селищі міського типу Іваничі на перетині з Т 0305, проходить через село Заболотці. Закінчується в селі Литовеж на перетині з Р15. В селі Заболотці перетинає О030318. Поблизу смт. Іваничі перетинає під'їзний залізничний шлях Іваничі — Нововолинськ. |               |
| О030321                | Т 0305 — Клопочин — Білопіль — Колпитів — Т 0311 | 21,8            | Автошля́х О030321 — автомобільний шлях довжиною 21,8 км, обласна дорога місцевого значення у Волинській області. Пролягає по Іваничівському (11,8 км) та Локачинському (10,0 км) районах від Клопочина до Колпитова. Починається в селі Клопочин на перетині з Т 0305, проходить через села Старий Порицьк, Риковичі, Топилище, Білопіль, Кути. Закінчується в селі Колпитів на перетині з Т 0311. |               |
| О030322                | Павлівка — Самоволя (на Перетоки) | 5,8             | Автошля́х О030322 — автомобільний шлях довжиною 5,8 км, обласна дорога місцевого значення у Волинській області. Пролягає по Іваничівському районі від села Павлівка до кордону зі Львівською областю. Починається в селі Павлівка на перетині з Т 0305, а закінчується на кордоні зі Львівською областю поблизу села Самоволя. В селі Павлівка перетинає річку Стрипа. |               |
| О030323                | Переславичі — Завидів — Лемешів — Мирків — Т 0302 | 22,8            | Автошля́х О030323 — автомобільний шлях довжиною 14,5 км, обласна дорога місцевого значення у Волинській області. Пролягає по Іваничівському (14,5 км) та Горохівському (8,3 км) районах від села Переславичі до села Пірванче. Починається в селі Переславичі на перетині з Т 0302, проходить через села Завидів, Козятин, Лемешів, Мирків. Закінчується в селі Пірванче на перетині з Т 0302. В селі Лемешів перетинає О030207. |               |
| О030324                | Іваничі — Павлівка | 1,2             | Автошля́х О030324 — автомобільний шлях довжиною 1,2 км, обласна дорога місцевого значення у Волинській області. Пролягає по селі Старосілля Іваничівського району. Починається на перетині з Т 0305. |               |
| О030325                | Литовеж — Грибовиця — Соснина — О030319 | 16,0            | Автошля́х О030325 — автомобільний шлях довжиною 16,0 км, обласна дорога місцевого значення у Волинській області. Пролягає по Іваничівському районі від села Литовеж до перетину з О030319. Починається в селі Литовеж на перетині з Р15, проходить через села Грибовиця, Соснина. Закінчується на перетині з О030319 поблизу села Менчичі. Поблизу села Грибовиця перетинає Т 0305, а також під'їзний залізничний шлях Іваничі — Нововолинськ. |               |
| О030326                | Павлівка — Табір відпочинку «Барвінок» | 1,8             | Автошля́х О030326 — автомобільний шлях довжиною 1,8 км, обласна дорога місцевого значення у Волинській області. Пролягає по Іваничівському районі від села Павлівка до табору відпочинку «Барвінок». Починається в селі Павлівка на перетині з О030322. |               |
| О030427                | Видерта — Ворокомле — Залаззя — Бихів — Т 0308 | 27,9            | Автошля́х О030427 — автомобільний шлях довжиною 27,9 км, обласна дорога місцевого значення у Волинській області. Пролягає по Камінь-Каширському та Любешівському районах від села Видерта до перетину з Т 0308. Починається в селі Видерта на перетині з Т 0308, проходить через села Ворокомле, Залаззя, Хутомир, Бихів. Закінчується на перетині з Т 0308. Поблизу села Ворокомле перетинає річку Цир. В селі Залаззя до шляху примикає О030955 |               |
| О030428                | Камінь-Каширський — Полиці — Оленине — Рудка-Червинська — Р14                                                                                        | 35,5            | Автошля́х О030428 — автомобільний шлях довжиною 35,5 км, обласна дорога місцевого значення у Волинській області. Пролягає по Камінь-Каширському районі від міста Камінь-Каширський до перетину з Р14. Починається в місті Камінь-Каширський на перетині з Т 0311 (вулиця Воля), проходить через села Гута-Камінська, Полиці, Малі Голоби, Гута-Боровенська, Оленине. Закінчується в селі Рудка-Червинська на перетині з Р14. В місті Камінь-Каширський проходить по вулицях 1 Травня та Комарова. Поблизу села Гута-Боровенська перетинає річку Коростянка. Поблизу села Полиці збігається з О030429. |               |
| О030429                | Брониця — Полиці — Піщане — Верхи | 37,0            | Автошля́х О030429 — автомобільний шлях довжиною 37,0 км, обласна дорога місцевого значення у Волинській області. Пролягає по Камінь-Каширському районі від села Брониця до села Карпилівка. Починається селі Брониця на перетині з Т 0311, проходить через села Іваномисль, Полиці, Піщане, Верхи. Закінчується в селі Карпилівка. Поблизу села Полиці збігається з О030428. |               |
| О030430                | Щитинь — Черче — Бузаки | 17,5            | Автошля́х О030430 — автомобільний шлях довжиною 17,5 км, обласна дорога місцевого значення у Волинській області. Пролягає по Камінь-Каширському та Любешівському районах від села Щитинь до села Бузаки. Починається селі Щитинь, проходить через села Черче, Острівок, Мельники-Мостище, Мостище. Закінчується в селі Бузаки на перетині з Т 0308. |               |
| О030532                | Журавичі — Тростянець — Хопнів — Словатичі — Суськ — Ківерці — Р14 — Т 0309 — Веснянка — Звірів — Романів — Н22 — Романів — Воротнів — Лище — М19    | 72,8            | Автошля́х О030532 — автомобільний шлях довжиною 72,8 км, обласна дорога місцевого значення у Волинській області. Пролягає по Ківерцівському та Луцькому районах від села Журавичі до перетину з М19. Починається селі Журавичі на перетині з Т 0312, проходить через села Микове, Домашів, Яромель, Тростянець, Хопнів, Словатичі, Суськ, Звози, Бодячів, Заброди, Веснянка, Олександрія, Звірів, Новокотів, Романів, Верхівка, Воротнів, Лище, місто Ківерці. Закінчується на перетині з М19. В селі Тростянець перетинає Р14, в селі Звірів — Н22. В місті Ківерці збігається з Р14, Т 0309; проходить по вулиці Чкалова. Поблизу платформи Звірів перетинає залізничний шлях лінії Здолбунів — Ковель (Рівненська дирекція залізничних перевезень Львівської залізниці). Поблизу села Журавичі перетинає річку Рудка, поблизу села Тростянець — річку Любка, поблизу села Звози — річку Конопелька. |               |
| О030533                | Т 0312 — Сильне — Карпилівка — Цумань | 20,0            | Автошля́х О030533 — автомобільний шлях довжиною 20,0 км, обласна дорога місцевого значення у Волинській області. Пролягає по Ківерцівському районі від перетину з Т 0312 до селища Цумань. Починається на перетині з Т 0312, проходить через села Сильне, Карпилівка. Закінчується в селищі міського типу Цумань на перетині з Т 0312. Поблизу села Сильне перетинає річку Кормин. |               |
| О030534                | Луцьк — Жидичин — Кульчин — Клепачів — Т 0309 | 14,6            | Автошля́х О030534 — автомобільний шлях довжиною 14,6 км, обласна дорога місцевого значення у Волинській області. Пролягає по Ківерцівському та Луцькому районах від міста Луцьк до перетину з Т 0309. Починається в місті Луцьк на перетині з Р14 (вулиця Ківерцівська), проходить через села Жидичин, Кульчин, Озерце, Клепачів. Закінчується на перетині з Т 0309. Двічі перетинає М19 (в селах Жидичин і Озерце). В місті Луцьк проходить по вулиці Героїв УПА, де перетинає під'їзну залізничну колію до Луцького ремонтного заводу «Мотор». Поблизу платформи 305 км перетинає залізничний шлях лінії Здолбунів — Ковель (Рівненська дирекція залізничних перевезень Львівської залізниці). |               |
| О030535                | Олика — Н22 — Дерно — Олика | 9,5             | Автошля́х О030535 — автомобільний шлях довжиною 9,5 км, обласна дорога місцевого значення у Волинській області. Пролягає по Ківерцівському районі від станції Олика до селища міського типу Олика. Починається в селі Дерно поблизу станції Олика, проходить через села Хром'яків, Дідичі. Закінчується в селищі міського типу Олика на перетині з Т 0312. В селі Дерно збігається з Н22. В селищі міського типу Олика на вулиці Пилипа Орлика до шляху примикає О030536. В селі Дерно поблизу станції Олика перетинає залізничний шлях лінії Здолбунів — Ковель (Рівненська дирекція залізничних перевезень Львівської залізниці). В селищі міського типу Олика перетинає річку Осинище. |               |
| О030536                | Н22 — Пальче — Хорлупи — Покащів — Олика | 15,6            | Автошля́х О030536 — автомобільний шлях довжиною 15,6 км, обласна дорога місцевого значення у Волинській області. Пролягає по Ківерцівському районі від перетину з Н22 до селища міського типу Олика. Починається на перетині з Н22 поблизу залізничної платформи Пальче. Проходить через села Пальче, Хорлупи, Покащів, Одеради. Закінчується в селищі міського типу Олика на перетині з О030535 (вулиця Пилипа Орлика). Поблизу платформи Пальче перетинає залізничний шлях лінії Здолбунів — Ковель (Рівненська дирекція залізничних перевезень Львівської залізниці). Між селами Пальче і Хорлупи двічі перетинає річку Конопелька. |               |
| О030637                | ст. Повурськ — М07 | 3,9             | Автошля́х О030637 — автомобільний шлях довжиною 3,9 км, обласна дорога місцевого значення у Волинській області. Пролягає по Ковельському районі від станції Повурськ до перетину з М07. Починається в селі Поворськ поблизу станції Повурськ на перетині з залізничним шляхом лінії Сарни -Ковель (Рівненська дирекція залізничних перевезень Львівської залізниці). Закінчується на перетині з М07. |               |
| О030638                | М07 — Мирин — Мельниця — Бруховичі | 18,0            | Автошля́х О030638 — автомобільний шлях довжиною 18,0 км, обласна дорога місцевого значення у Волинській області. Пролягає по Ковельському районі від перетину з М07 до села Бруховичі. Починається на перетині з М07. Проходить через села Мирин, Кривлин, Мельниця, Бруховичі. Закінчується поблизу села Бруховичі на перетині з О031592. |               |
| О030639                | пл. Черкаси-Волинські — М07 | 3,0             | Автошля́х О030639 — автомобільний шлях довжиною 3,0 км, обласна дорога місцевого значення у Волинській області. Пролягає по Ковельському районі від платформи Черкаси-Волинські до перетину з М07. Починається поблизу платформи Черкаси-Волинські (склад ПММ в/ч А-2364), закінчується на перетині з М07. |               |
| О030640                | Ковель — Білин — Скулин — Ломачанка — Черемошне | 30,5            | Автошля́х О030640 — автомобільний шлях довжиною 30,5 км, обласна дорога місцевого значення у Волинській області. Пролягає по Ковельському районі від міста Ковель до села Черемошне. Починається в місті Ковель на перетині з вулицею Фестивальна, проходить через села Білин, Скулин, Кричевичі, Ломачанка. Закінчується в селі Черемошне. По місті Ковель проходить по вулиці Василя Стуса. В селі Кричевичі до шляху примикає О030643. |               |
| О030641                | М07 — Мар'янівка — Радошин — М19 | 12,6            | Автошля́х О030641 — автомобільний шлях довжиною 12,6 км, обласна дорога місцевого значення у Волинській області. Пролягає по Ковельському районі від перетину з М07 до перетину з М19. Починається на перетині з М07, проходить через села Мар'янівка, Радошин, Битень. Закінчується на перетині з М19. Поблизу села Радошин перетинає під'їзний залізничний шлях до Радошинського кар'єру піску. |               |
| О030642                | Ковель — Білашів — Перковичі | 15,9            | Автошля́х О030642 — автомобільний шлях довжиною 15,9 км, обласна дорога місцевого значення у Волинській області. Пролягає по Ковельському районі від міста Ковель до села Перковичі. Починається в місті Ковель на перетині з М07, проходить через села Воля-Ковельська, Зелена, Білашів. Закінчується в селі Перковичі. В Ковелі проходить по вулиці Шевченка. В селі Білашів збігається з Т 0311. В селі Воля-Ковельська перетинає річку Воронка. |               |
| О030643                | Кричевичі — Уховецьк — М07 | 9,3             | Автошля́х О030643 — автомобільний шлях довжиною 9,3 км, обласна дорога місцевого значення у Волинській області. Пролягає по Ковельському районі від села Кричевичі до перетину з М07. Починається в селі Кричевичі на перетині з О030640, проходить через село Уховецьк. Закінчується на перетині з М07. Поблизу села Уховецьк перетинає залізничний шлях лінії Сарни -Ковель (Рівненська дирекція залізничних перевезень Львівської залізниці). |               |
| О030744                | Локачі — Шельвів — Линів — Кошів — Білосток — Антонівка — Забороль — Н22                                                                             | 54,6            | Автошля́х О030744 — автомобільний шлях довжиною 54,6 км, обласна дорога місцевого значення у Волинській області. Пролягає по Локачинському та Луцькому районах від селища міського типу Локачі до перетину з Н22. Починається в селищі міського типу Локачі на перетині з Т 0311 (вулиця Луцька), проходить через села Марковичі, Міжгір'я, Шельвів, Гранатів, Садівські Дубини, Линів, Кошів, Садів, Горзвин, Білосток, Сьомаки, Одеради, Городок, Антонівка. Закінчується в селі Забороль на перетині з Н22. По Локачах проходить по вулиці Відродження. В селі Міжгір'я до шляху примикає О030747, в селі Шельвів перетинає О030745, в селі Линів до шляху примикає О030746, в селі Білосток перетинає Т 1802. В селищі міського типу Локачі по вулиці Відродження перетинає річку Війниця. |               |
| О030745                | Локачі — Хорів — Старий Загорів — Конюхи — Привітне — Т 0311 — Войнин — Шельвів — Затурці                                                            | 36,5            | Автошля́х О030745 — автомобільний шлях довжиною 36,5 км, обласна дорога місцевого значення у Волинській області. Пролягає по Локачинському районі від селища міського типу Локачі до села Затурці. Починається в селищі міського типу Локачі на перетині з Т 0305 (вулиця Горілова), проходить через села Низькі Цевеличі, Хорів, Старий Загорів, Защитів, Конюхи, Привітне, Войнин, Шельвів. Закінчується в селі Затурці на перетині з Н22. В селі Шельвів перетинає О030744, в селі Привітне перетинає Т 0311. Поблизу села Шельвів перетинає річку Луга, в селі Конюхи перетинає річку Свинарка. |               |
| О030746                | Привітне — Коритниця — Бубнів — Линів | 9,5             | Автошля́х О030746 — автомобільний шлях довжиною 9,5 км, обласна дорога місцевого значення у Волинській області. Пролягає по Локачинському районі від села Привітне до села Линів. Починається в селі Привітне на перетині з Т 0311, проходить через села Коритниця, Бубнів. Закінчується в селі Линів на перетині з О030744. В селі Коритниця перетинає річку Свинарка. |               |
| О030747                | Марковичі — Роговичі — Заячиці — Т 0311 | 10,5            | Автошля́х О030747 — автомобільний шлях довжиною 10,5 км, обласна дорога місцевого значення у Волинській області. Пролягає по Локачинському районі від села Міжгір'я до перетину з Т 0311. Починається в селі Міжгір'я на перетині з О030744, проходить через села Роговичі, Заячиці. Закінчується на перетині з Т 0311. Поблизу села Міжгір'я перетинає річку Луга. |               |
| О030848                | Н22 — Гаразджа | 6,0             | Автошля́х О030848 — автомобільний шлях довжиною 6,0 км, обласна дорога місцевого значення у Волинській області. Пролягає по Луцькому районі від перетину з Н22 до села Гаразджа. Починається на перетині з Н22, проходить через село Гаразджа. Закінчується поблизу дачного масиву «Воротнів». |               |
| О030849                | Луцьк — Рованці | 3,5             | Автошля́х О030849 — автомобільний шлях довжиною 3,5 км, обласна дорога місцевого значення у Волинській області. Пролягає по Луцькому районі від міста Луцьк до села Рованці. Починається в місті Луцьк на перетині з вулицею Дубнівська, проходить через село Рованці, закінчується на межі міста Луцьк на перетині з вулицями Мамсурова і Потебні. По місті Луцьк проходить по вулиці Глушець. В селі Рованці до шляху примикає О030850. На межі села Рованці перетинає річку Стир. |               |
| О030850                | О030849 — Боратин — Вербаїв — Лучиці | 14,9            | Автошля́х О030850 — автомобільний шлях довжиною 14,9 км, обласна дорога місцевого значення у Волинській області. Пролягає по Луцькому районі від перетину з О030849 до села Лучиці. Починається в селі Рованці на перетині з О030849, проходить через села Боратин, Новостав, Вербаїв, Мстишин, закінчується в селі Лучиці. В селі Рованці до шляху примикає О030849. Поблизу села Боратин перетинає залізничний шлях лінії Ківерці — Підзамче (Рівненська дирекція залізничних перевезень Львівської залізниці). В селі Новостав перетинає річку Чорногузка. |               |
| О030851                | Н17 — Оздів — Кошів — Воютин — Несвіч — Н17 — Чаруків — ст. Несвіч — Лаврів — (на Загатинці)                                                         | 45,1            | Автошля́х О030851 — автомобільний шлях довжиною 45,1 км, обласна дорога місцевого значення у Волинській області. Пролягає по Луцькому районі від перетину з Н17 до села Лаврів. Починається в селі Гірка Полонка на перетині з Н17, проходить через села Оздів, Ратнів, Вікторяни, Коршів, Тертки, Гать, Воютин, Несвіч, Чаруків. Закінчується в селі Лаврів на перетині з Т 0303. Побзизу села Чаруків збігається з Н17. В селі Чаруків поблизу залізничної станції Несвіч-Волинський перетинає залізничний шлях лінії Ківерці — Підзамче (Рівненська дирекція залізничних перевезень Львівської залізниці). В селі Несвіч перетинає річку Полонка. |               |
| О030852                | Н17 — Городище — Мартинівка — Суховоля | 19,0            | Автошля́х О030852 — автомобільний шлях довжиною 19,0 км, обласна дорога місцевого значення у Волинській області. Пролягає по Луцькому районі від перетину з Н17 до села Суховоля. Починається в селі Городище на перетині з Н17, проходить через села Мартинівка, Радомишль. Закінчується в селі Суховоля на перетині з Рівненською областю. В селі Радомишль перетинає з Т 0303. Поблизу села Городище перетинає залізничний шлях лінії Ківерці — Підзамче (Рівненська дирекція залізничних перевезень Львівської залізниці). |               |
| О030853                | Цеперів — Баїв — Городище — Н17 | 9,2             | Автошля́х О030853 — автомобільний шлях довжиною 9,2 км, обласна дорога місцевого значення у Волинській області. Пролягає по Луцькому районі від села Цеперів до перетину з Н17. Починається в селі Цеперів, проходить через села Баїв, Городище. Закінчується на перетині з Н17. |               |
| О030854                | Н22 — Богушівка — Боголюби — Зміїнець — М19 | 10,0            | Автошля́х О030854 — автомобільний шлях довжиною 10,0 км, обласна дорога місцевого значення у Волинській області. Пролягає по Луцькому районі від перетину з Н22 до перетину з М19. Починається на перетині з Н22, проходить через села Богушівка, Боголюби. Закінчується в селі Зміїнець на перетині з М19. |               |
| О030955                | Бірки — Витуле — Діброва — Залаззя | 13,0            | Автошля́х О030955 — автомобільний шлях довжиною 13,0 км, обласна дорога місцевого значення у Волинській області. Пролягає по Любешівському районі від села Бірки до села Залаззя. Починається в селі Бірки на перетині з Т 0308, проходить через села Витуле, Діброва. Закінчується в селі Залаззя на перетині з О030427. |               |
| О030956                | Т 0308 — Цир — Люб'язь — Р14 | 19,3            | Автошля́х О030956 — автомобільний шлях довжиною 19,3 км, обласна дорога місцевого значення у Волинській області. Пролягає по Любешівському районі від перетину з Т 0308 до перетину з Р14. Починається на перетині з Т 0308, проходить через села Цир, Лахвичі. Закінчується в селі Люб'язь на перетині з Р14. |               |
| О030957                | Любешів — Лобна | 16,0            | Автошля́х О030957 — автомобільний шлях довжиною 16,0 км, обласна дорога місцевого значення у Волинській області. Пролягає по Любешівському районі від селища міського типу Любешів до села Лобна. Починається в селищі міського типу Любешів на вулиці Незалежності, проходить через село Залізниця, закінчується в селі Лобна. Поблизу селища міського типу Любешів перетинає Р14, поблизу села Залізниця до шляху примикає О030957, поблизу села Рудка до шляху примикає О030960. Поблизу Любешова перетинає річку Стохід. |               |
| О030958                | О030957 — Судче — кордон Рівненської області | 12,1            | Автошля́х О030958 — автомобільний шлях довжиною 12,1 км, обласна дорога місцевого значення у Волинській області. Пролягає по Любешівському районі від перетину з О030957 до кордону з Рівненською областю. Починається на перетині з О030957, проходить через села Судче, Березна Воля. Закінчується на кордоні з Рівненською областю. |               |
| О030959                | Любешів — Підкормілля — Р14 | 7,7             | Автошля́х О030959 — автомобільний шлях довжиною 7,7 км, обласна дорога місцевого значення у Волинській області. Пролягає по Любешівському районі від селища міського типу Любешів до перетину з Р14. Починається в селищі міського типу Любешів на вулиці Незалежності на перетині з вулицею Червоноармійська, проходить через села Зарудчі, Підкормілля. Закінчується на перетині з Р14. |               |
| О030960                | Р14 — Угриничі — Березичі — О030957 | 12,5            | Автошля́х О030960 — автомобільний шлях довжиною 12,5 км, обласна дорога місцевого значення у Волинській області. Пролягає по Любешівському районі від перетину з Р14 до перетину з О030957. Починається в селі Седлище, проходить через села Угриничі, Березичі, Рудка. Закінчується на перетині з О030957. Поблизу села Угриничі перетинає річку Стохід |               |
| О031061                | Куснища — Городнє — Застав'є — Підгородне — Руда — М07                                                                                               | 23,2            | Автошля́х О031061 — автомобільний шлях довжиною 23,2 км, обласна дорога місцевого значення у Волинській області. Пролягає по Любомльському районі від села Куснища до перетину з М07. Починається в селі Куснища на перетині з Т 0302, проходить через села Городнє, Вілька-Підгородненська, Застав'є, Боремщина, Підгородне, Руда. Закінчується на перетині з М07. Поблизу станції Підгородне перетинає залізничний шлях лінії Ковель - Холм (Рівненська дирекція залізничних перевезень Львівської залізниці). Поблизу станції Підгородне перетинає річку Стопирка. |               |
| О031062                | пл.493 км — М07 | 2,2             | Автошля́х О031062 — автомобільний шлях довжиною 2,2 км, обласна дорога місцевого значення у Волинській області. Пролягає по Любомльському районі від платформи 493 км до перетину з М07. Починається поблизу платформи 493 км залізничного шляху лінії Ковель - Холм (Рівненська дирекція залізничних перевезень Львівської залізниці) на перетині з залізничним шляхом, закінчується на перетині з М07. |               |
| О031063                | М07 — Хворостів — Олеськ — Т 0302 | 16,9            | Автошля́х О031063 — автомобільний шлях довжиною 16,9 км, обласна дорога місцевого значення у Волинській області. Пролягає по Любомльському районі від перетину з М07 до перетину з Т 0302. Починається на перетині М07, проходить через села Хворостів, Глинянка, Олеськ. Закінчується на перетині з Т 0302. |               |
| О031064                | Любомль — Скиби — з.п. Скіби | 7,2             | Автошля́х О031064 — автомобільний шлях довжиною 7,2 км, обласна дорога місцевого значення у Волинській області. Пролягає по Любомльському районі від міста Любомль перетину з М07 до зупинного пункту Скіби. Починається в місті Любомль на перетині з Т 0302 (вулиця Брестська), проходить через село Бірки. Закінчується в селі Скиби поблизу зупинного пункту Скіби залізничного шляху лінії Ковель - Холм (Рівненська дирекція залізничних перевезень Львівської залізниці) на перетині з залізничним шляхом. По місті Любомль проходить по вулиці Прикордонників. |               |
| О031065                | Висоцьк — Терехи — Замлиння — Штунь — Радехів | 17,7            | Автошля́х О031065 — автомобільний шлях довжиною 17,7 км, обласна дорога місцевого значення у Волинській області. Пролягає по Любомльському районі від села Висоцьк до села Радехів. Починається в селі Висоцьк, проходить через села Терехи, Замлиння, Штунь. Закінчується в селі Радехів на перетині з Т 0302. В селі Замлиння перетинає річку Неретва. |               |
| О031066                | Т 0302 — Пустинка — Мосир — Микитичі | 21,8            | Автошля́х О031066 — автомобільний шлях довжиною 16,7 км, обласна дорога місцевого значення у Волинській області. Пролягає по Любомльському (16,7 км) та Володимир-Волинському (5,1 км) районах від перетину з Т 0302 до села Микитичі. Починається на перетині з Т 0302, проходить через села Пустинка, Мосир. Закінчується в селі Микитичі на перетині з О030101. Поблизу початку шляху перетинає річку Неретва. |               |
| О031167                | Р14 — Лишнівка — Нова Руда — Троянівка — М07 | 34,7            | Автошля́х О031167 — автомобільний шлях довжиною 34,7 км, обласна дорога місцевого значення у Волинській області. Пролягає по Маневицькому районі від перетину з Р14 до перетину з М07. Починається на перетині з Р14, проходить через села Лишнівка, Нова Руда, Градиськ, Троянівка, Майдан. Закінчується в селі Гулівка на перетині з М07. В селі Градиськ до шляху примикає О031168. Поблизу платформи Рись перетинає залізничний шлях лінії Сарни - Ковель (Рівненська дирекція залізничних перевезень Львівської залізниці). В селі Майдан перетинає річку Осина, в селі Нова Руда перетинає річку Череваха. |               |
| О031168                | Градиськ — Городок — Прилісне — Р14 — Галузія — Серхів                                                                                               | 28,0            | Автошля́х О031168 — автомобільний шлях довжиною 28,0 км, обласна дорога місцевого значення у Волинській області. Пролягає по Маневицькому районі від села Градиськ до села Серхів. Починається в селі Градиськ на перетині з О031167, проходить через села Городок, Прилісне, Галузія, Серхів. Закінчується на межі Рівненської області на перетині з річкою Веселуха. В селі Прилісне перетинає Р14. Поблизу села Прилісне перетинає під'їзний залізничний шлях до торфобрикетного заводу «Сойне». Поблизу села Градиськ перетинає річку Череваха і проходить по насипній дамбі колишньої торфорозробки. Поблизу села Галузія перетинає річку Гнилий Брід. |               |
| О031169                | Собіщиці — Колодії — Вовчецьк — М07 — Комарове — Розничі — Р14                                                                                       | 46,4            | Автошля́х О031169 — автомобільний шлях довжиною 46,4 км, обласна дорога місцевого значення у Волинській області. Пролягає по Маневицькому районі від села Собіщиці до перетину з Р14. Починається поблизу села Собіщиці на межі Рівненської області, проходить через села Колодії, Костюхнівка, Вовчецьк, Лісове, Гута-Лісівська, Кам'януха, Рудка, Комарове, Семки. Закінчується в селі Розничі на перетині з Р14. Поблизу села Кам'януха перетинає М07. В селах Колодії та Комарове до шляху примикає О031170. Поблизу села Лісове перетинає залізничний шлях лінії Сарни - Ковель (Рівненська дирекція залізничних перевезень Львівської залізниці). В селі Костюхнівка перетинає річку Горбах, поблизу села Гута-Лісівська — річку Чернявка, в селі Рудка — річку Окінка, в селі Комарове — річку Залізниця. |               |
| О031170                | Колодії — Велика Ведмежка — М07 — Старий Чорторийськ — Комарове                                                                                      | 30,9            | Автошля́х О031170 — автомобільний шлях довжиною 30,9 км, обласна дорога місцевого значення у Волинській області. Пролягає по Маневицькому районі від села Колодії до села Комарове. Починається в селі Колодії на перетині з О031169, проходить через села Нові Підцаревичі, Велика Ведмежка, Цміни, Старий Чорторийськ, Новосілки. Закінчується в селі Комарове на перетині з О031169. Поблизу села Старий Чорторийськ перетинає М07. Поблизу станції Чорторийськ перетинає залізничний шлях лінії Сарни - Ковель (Рівненська дирекція залізничних перевезень Львівської залізниці). В селі Колодії перетинає річку Горбах, поблизу села Цміни — річку Піщанка, поблизу села Новосілки — річку Окінка, в селі Комарове — річку Залізниця. |               |
| О031171                | Красноволя — Гораймівка — Берестяне — Холоневичі — Липне                                                                                             | 37,0            | Автошля́х О031171 — автомобільний шлях довжиною 37,0 км, обласна дорога місцевого значення у Волинській області. Пролягає по Маневицькому (14,8 км) та Ківерцівському (22,2 км) районах від села Красноволя до села Липне. Починається в селі Красноволя на перетині з Т 1802, проходить через села Погулянка, Матейки, Гораймівка, Берестяне, Холоневичі. Закінчується в селі Липне. В селі Гораймівка збігається з О031379. В селах Гораймівка, Матейки і Берестяне перетинає річку Кормин, поблизу села Берестяне — річку Стрипа. |               |
| О031172                | Маневичі — Череваха — Кашівка | 22,5            | Автошля́х О031172 — автомобільний шлях довжиною 14,6 км, обласна дорога місцевого значення у Волинській області. Пролягає по Маневицькому (21,3 км) та Ковельському (1,2 км) районах від селища міського типу Маневичі до села Кашівка. Починається в селищі міського типу Маневичі на перетині з Р14 (вулиця Луцька), проходить через села Череваха, Софіянівка. Закінчується в селі Кашівка. По Маневичах проходить по вулиці Комарова. Поблизу села Череваха перетинає М07. В селі Кашівка перетинає річку Стохід. |               |
| О031273                | КПП «Самари» — Язавні — Теребовичі — Гірники — М19 — Жиричі — Тур — КПП «Тур»                                                                        | 50,7            | Автошля́х О031273 — автомобільний шлях довжиною 50,7 км, обласна дорога місцевого значення у Волинській області. Пролягає по Ратнівському районі від КПП «Самари» до КПП «Тур». Починається на державному кордоні України з Республікою Білорусь (КПП «Самари»), проходить через села Самари, Язавні, Боровуха, Теребовичі, Броди, Гірники, Прохід, Жиричі, Тур. Закінчується на державному кордоні України з Республікою Білорусь (КПП «Тур»). На частині ділянки між селами Гірники і Старостине збігається з М19. В селі Тур до шляху примикає О031275, в селі Старостине до шляху примикає О031277. Двічі перетинає Турський канал. |               |
| О031274                | Межисить — Щедрогір — Підгір'я — Річиця — Т 0308 | 32,0            | Автошля́х О031274 — автомобільний шлях довжиною 32,0 км, обласна дорога місцевого значення у Волинській області. Пролягає по Ратнівському районі від села Межисить до перетину з Т 0308. Починається в селі Межисить, проходить через села Бродятине, Окачеве, Щедрогір, Підгір'я, Річиця, Якушів, Заброди. Закінчується в селі Лучичі на перетині з Т 0308. Побзиу села Щедрогір перетинає річку Прип'ять. |               |
| О031275                | Тур — Заболоття | 6,4             | Автошля́х О031275 — автомобільний шлях довжиною 6,4 км, обласна дорога місцевого значення у Волинській області. Пролягає по Ратнівському районі від села Тур до селища міського типу Заболоття. Починається в селі Тур на перетині з О031273, закінчується в селищі міського типу Заболоття на перетині з О031276. |               |
| О031276                | КПП «Гута» — Заболоття — Здомишель (на Ратне) | 28,3            | Автошля́х О031276 — автомобільний шлях довжиною 28,3 км, обласна дорога місцевого значення у Волинській області. Пролягає по Ратнівському районі від КПП «Гута» до села Здомишель. Починається на державному кордоні України з Республікою Білорусь (КПП «Гута»), проходить через села Гута, Заліси, селище міського типу Заболоття. Закінчується в селі Здомишель на перетині з Т 0308. В селищі міського типу Заболоття до шляху примикає О031275. В селищі міського типу Заболоття поблизу станції Заболоття перетинає залізничний шлях лінії Ковель - Берестя (Рівненська дирекція залізничних перевезень Львівської залізниці). |               |
| О031277                | Ратне — Комарове — Конище — М19 | 10,0            | Автошля́х О031277 — автомобільний шлях довжиною 10,0 км, обласна дорога місцевого значення у Волинській області. Пролягає по Ратнівському районі від селища міського типу Ратне до перетину з М19. Починається в селищі міського типу Ратне на перетині з М19, проходить через села Комарове, Конище. Закінчується на перетині з М19. |               |
| О031378                | Переспа — Любче — Кроватка — Березолуки — Підгірне — Романів — Городині — Веселе                                                                     | 26,3            | Автошля́х О031378 — автомобільний шлях довжиною 26,3 км, обласна дорога місцевого значення у Волинській області. Пролягає по Рожищенському (23,4 км) та Луцькому (2,9 км) районах від села Переспа до села Веселе. Починається в селі Переспа на перетині з М19, проходить через села Любче, Кроватка, Березолуки, Підгірне, Романів, Городині. Закінчується в селі Веселе на перетині з Т 1802. В селі Переспа до шляху примикає О031592, в селі Підгірне — О031381, в селі Кроватка збігається з Т 0309. В селі Переспа поблизу станції Переспа перетинає залізничний шлях лінії Здолбунів - Ковель (Рівненська дирекція залізничних перевезень Львівської залізниці). |               |
| О031379                | Рожище — Носачевичі — Луків — Колки — Р14 — Т 0310 — Калинівка — Гораймівка — Майдан-Липненський                                                     | 73,5            | Автошля́х О031379 — автомобільний шлях довжиною 73,5 км, обласна дорога місцевого значення у Волинській області. Пролягає по Рожищенському (23,6 км) та Маневицькому (49,9 км) районах від міста Рожище до села Майдан-Липненський. Починається в місті Рожище на перетині з Т 0309 (вулиця Шилокадзе), проходить через села Носачевичі, Вишеньки, Крижівка, Луків, Незвір, Четвертня, Годомичі, Старосілля, Островки, Калинівка, Рудники, Чорниж, Гораймівка, Майдан-Липненський, селища міського типу Дубище і Колки. Закінчується на межі Рівненської області. По місті Рожище проходить по вулиці Промислова. В селищі міського типу Колки перетинає Т 1802, збігається з Р14, в селі Гораймівка — з О031171. В селі Носачевичі перетинає річку Конопелька, в селі Четвертня — річку Любка, в селищі міського типу Колки — річку Рудка, в селі Гораймівка — річку Кормин. |               |
| О031380                | М19 — Пожарки — Оленівка — Кобче | 13,2            | Автошля́х О031380 — автомобільний шлях довжиною 13,2 км, обласна дорога місцевого значення у Волинській області. Пролягає по Рожищенському районі від перетину з М19 до села Кобче. Починається в селі Козин на перетині з М19, проходить через села Пожарки, Оленівка. Закінчується в селі Кобче. В селі Оленівка збігається з Т 1802. Поблизу платформи Бірок перетинає залізничний шлях лінії Здолбунів - Ковель (Рівненська дирекція залізничних перевезень Львівської залізниці). |               |
| О031381                | Підгірне — Яблунівка — Башова — Копачівка — М19 | 13,1            | Автошля́х О031381 — автомобільний шлях довжиною 13,1 км, обласна дорога місцевого значення у Волинській області. Пролягає по Рожищенському районі від села Підгірне до перетину з М19. Починається в селі Підгірне на перетині з О031378, проходить через села Яблунівка, Башова. Закінчується в селі Копачівка на перетині з М19. |               |
| О031482                | Кримне — Залюття — Поліське — М19 | 23,7            | Автошля́х О031482 — автомобільний шлях довжиною 23,7 км, обласна дорога місцевого значення у Волинській області. Пролягає по Старовижівському районі від села Кримне до перетину з М19. Починається в селі Кримне на перетині з Т 0308, проходить через села Залюття, Чевель, Поліське, Брунетівка. Закінчується на перетині з М19. Поблизу села Чевель перетинає Т 0309. Поблизу зупинного пункту Чевель перетинає залізничний шлях лінії Ковель - Берестя (Рівненська дирекція залізничних перевезень Львівської залізниці). Поблизу села Поліське перетинає річку Вижівка. |               |
| О031483                | Любохини — Стара Гута — Сьомаки — Смідин — Кругель — Нові Кошари — М07                                                                               | 48,5            | Автошля́х О031483 — автомобільний шлях довжиною 48,5 км, обласна дорога місцевого значення у Волинській області. Пролягає по Старовижівському (35,1 км), Любомльському (1,6 км) та Ковельському (11,8 км) районах від села Любохини до перетину з М07. Починається в селі Любохини на перетині з Т 0308, проходить через села Стара Гута, Кукуріки, Рудня, Сьомаки, Смідин, Кругель, Нові Кошари, Старі Кошари. Закінчується на перетині з М07. В селі Смідин збігається з Т 0309, поблизу села Смідин перетинає О031487. Поблизу платформи 464 км перетинає залізничний шлях лінії Ковель - Холм(Рівненська дирекція залізничних перевезень Львівської залізниці). Поблизу села Кукуріки перетинає річку Вижівка, в селі Смідин перетинає річку Кизівка. |               |
| О031484                | з.п. Мизове — Секунь — М19 | 10,8            | Автошля́х О031484 — автомобільний шлях довжиною 10,8 км, обласна дорога місцевого значення у Волинській області. Пролягає по Старовижівському районі від залізничного зупинного пункту Мизове до перетину з М19. Починається в селі Мизове поблизу залізничного зупинного пункту Мизове, проходить через село Секунь. Закінчується на перетині з М19. В селі Мизове збігається з О031487. В селі Мизове перетинає залізничний шлях лінії Ковель - Берестя (Рівненська дирекція залізничних перевезень Львівської залізниці). |               |
| О031485                | Дубечне — Текля — Глухи — Видраниця - М19 | 21,2            | Автошля́х О031485 — автомобільний шлях довжиною 21,2 км, обласна дорога місцевого значення у Волинській області. Пролягає по Старовижівському (15,2 км) та Ратнівському (6,0 км) районах від села Дубечне до перетину з М19. Починається в селі Дубечне на перетині з Т 0309, проходить через села Текля, Глухи. Закінчується в селі Видраниця на перетині з М19. На межі Старовижівського та Ратнівського районів перетинає річку Вижівка. |               |
| О031486                | М19 — Сереховичі — Грабове — Заріччя | 7,5             | Автошля́х О031486 — автомобільний шлях довжиною 7,5 км, обласна дорога місцевого значення у Волинській області. Пролягає по Старовижівському (7,5 км) та Ковельському (4,0 км) районах від перетину з М19 до села Заріччя. Починається на перетині з М19, проходить через села Сереховичі, Грабове, Лапні. Закінчується в селі Заріччя на перетині з Т 0311. Поблизу зупинного пункту Лапні перетинає залізничний шлях лінії Ковель - Камінь-Каширський (Рівненська дирекція залізничних перевезень Львівської залізниці). |               |
| О031487                | Седлище — Мизове — Журавлине - Паридуби - Мацеїв | 27,2            | Автошля́х О031487 — автомобільний шлях довжиною 27,2 км, обласна дорога місцевого значення у Волинській області. Пролягає по Старовижівському районі від села Седлище до перетину з О031588. Починається в селі Седлище на перетині з Т 0310, проходить через села Мизове, Журавлине, Паридуби. Закінчується на перетині з О031588 (поблизу станції Мацеїв залізничної лінії Ковель - Холм). Поблизу села Смідин перетинає О031483, в селі Мизове збігається з О031484. В селі Мизове перетинає залізничний шлях лінії Ковель - Камінь-Каширський (Рівненська дирекція залізничних перевезень Львівської залізниці). |               |
| О031588                | ст. Мацеїв — М07 | 3,6             | Автошля́х О031588 — автомобільний шлях довжиною 3,6 км, обласна дорога місцевого значення у Волинській області. Пролягає по Турійському районі від залізничної станції Мацеїв до перетину з М07. Починається в селищі міського типу Луків поблизу залізничної станції Мацеїв, закінчується на перетині з М07. До шляху примикає О031487. Перетинає залізничний шлях лінії Ковель - Холм (Рівненська дирекція залізничних перевезень Львівської залізниці). |               |
| О031589                | Перевісся — Миляновичі — Ружин — Р15 | 20,9            | Автошля́х О031589 — автомобільний шлях довжиною 20,9 км, обласна дорога місцевого значення у Волинській області. Пролягає по Турійському районі від села Перевісся до перетину з Р15. Починається в селі Перевісся поблизу залізничної станції Мацеїв, проходить через села Тупали, Миляновичі, Ружин, закінчується на перетині з Р15. Поблизу села Тупали перетинає М07. В селі Перевісся перетинає залізничний шлях лінії Ковель - Холм, поблизу перетину з Р15 — залізничний шлях лінії Ковель - Львів (Рівненська дирекція залізничних перевезень Львівської залізниці). |               |
| О031590                | Р15 — Задиби — Клюськ — Т 0309 | 12,4            | Автошля́х О031590 — автомобільний шлях довжиною 12,4 км, обласна дорога місцевого значення у Волинській області. Пролягає по Турійському районі від перетину з Р15 до перетину з Т 0309. Починається на перетині з Р15, проходить через села Задиби, Гаруша, Клюськ, закінчується на перетині з Т 0309. Поблизу села Задиби перетинає річку Турія. |               |
| О031591                | Т 0309 — Овлочин — Соловичі — Бобли — Ревушки | 39,4            | Автошля́х О031591 — автомобільний шлях довжиною 39,4 км, обласна дорога місцевого значення у Волинській області. Пролягає по Турійському районі від перетину з Т 0309 до села Ревушки. Починається на перетині з Т 0309, проходить через села Овлочин, Туричани, Дуліби, Кустичі, Соловичі, Обенижі, Бобли, Оса. Закінчується в селі Ревушки. В селі Соловичі збігається з Р15. В селі Обенижі поблизу зупинного пункту Обенижі перетинає залізничний шлях лінії Ковель - Львів (Рівненська дирекція залізничних перевезень Львівської залізниці). В селі Туричани перетинає річку Турія. |               |
| О031592                | Купичів — Озеряни — Новий Мосир — Голоби — М19 — Жмудче — Велицьк — Корсині — Берегове — Мильськ — Переспа — М19 — Немир — Вітоніж — Ловища — Т 0309 | 101,4           | Автошля́х О031592 — автомобільний шлях довжиною 101,4 км, обласна дорога місцевого значення у Волинській області. Пролягає по Турійському (13,0 км), Ковельському (43,4 км) та Рожищенському (45,0 км) районах від села Купичів до перетину з Т 0309. Починається в селі Купичів на перетині з Т 0311, проходить через села Сушибаба, Озеряни, Солотвин, Майдан, Новий Мосир, Дарівка, Жмудче, Велицьк, Сільце, Підліси, Корсині, Літогоща, Іванівка, Берегове, Мильськ, Забара, Мирославка, Переспа, Бортяхівка, Немир, Ясенівка, Вітоніж, селище міського типу Голоби. Закінчується в селі Ловища на перетині з Т 0309. В селі Переспа збігається з М19, О031378. В селищі міського типу Голоби перетинає М19, в селі Бруховичі до шляху примикає О030638. В селищі міського типу Голоби та в селі Переспа поблизу станції Переспа перетинає залізничний шлях лінії Здолбунів - Ковель (Рівненська дирекція залізничних перевезень Львівської залізниці). В селах Іванівка та Вітоніж перетинає річку Стохід. |               |
| О031593                | Сомин — Відути — Перевали — Туричани | 15,2            | Автошля́х О031593 — автомобільний шлях довжиною 15,2 км, обласна дорога місцевого значення у Волинській області. Пролягає по Турійському районі від села Сомин до села Туричани. Починається в селі Сомин на перетині з Т 0309, проходить через село Відути, Перевали. Закінчується в селі Туричани. В селі Перевали збігається з Т 0309. |               |
| О031694                | КПП «Хрипськ» - Ростань - до Т 0307 | 7,7             | Автошля́х О031694 — автомобільний шлях довжиною 7,7 км, обласна дорога місцевого значення у Волинській області. Пролягає по Шацькому районі від КПП «Хрипськ» до перетину з Т 0307. Починається на Державному кордоні України з Республікою Білорусь (КПП «Хрипськ»), проходить через села Хрипськ, Ростань. Закінчується на перетині з Т 0307. Проходить по Шацькому національному природному парку(0,5 км). В селі Хрипськ перетинає річку Копаювка. |               |
| О031695                | Т 0307 - Піща - Острів'я - Пульмо | 10,8            | Автошля́х О031695 — автомобільний шлях довжиною 10,8 км, обласна дорога місцевого значення у Волинській області. Пролягає по Шацькому районі від перетину з Т 0307 до села Пульмо. Починається в селі Піща на перетині з Т 0307, проходить через село Острів'я, закінчується поблизу села Пульмо на перетині з О031697. Проходить по Шацькому національному природному парку(1,9 км). |               |
| О031697                | Вільшанка - Кошари - Залісся - до Т 0302 | 20,9            | Автошля́х О031697 — автомобільний шлях довжиною 20,9 км, обласна дорога місцевого значення у Волинській області. Пролягає по Шацькому районі від села Вільшанка до перетину з Т 0302. Починається в селі Вільшанка, проходить через села Кошари, Залісся, Пульмо, закінчується на перетині з Т 0302. Проходить по Шацькому національному природному парку. Поблизу села Пульмо до шляху примикає О031695. |               |
| О031698                | Адамчуки - Голядин - Згорани - Т 0302 - Нудиже - Стара Гута - Стара Вижівка                                                                          | 50,9            | Автошля́х О031698 — автомобільний шлях довжиною 50,9 км, обласна дорога місцевого значення у Волинській області. Пролягає по Шацькому (9,4 км), Любомльському (20,8 км), Старовижівському (20,7 км) районах, від села Адамчуки до селища міського типу Стара Вижівка. Починається в селі Адамчуки, проходить через села Смоляри-Світязькі, Голядин, Гупали, Заозерне, Згорани, Сильне, Гуменці, Нудиже, Сукачі, Стара Гута, Галина Воля. Закінчується в селищі міського типу Стара Вижівка на перетині з Т 0309 (вулиця Незалежності). В селищі міського типу Стара Вижівка проходить по вулицях Лісова та Вишнева. В селі Згорани збігається з Т 0302, в селі Нудиже — з Т 0308. В селі Стара Гута перетинає О031483 В селищі міського типу Стара Вижівка перетинає залізничний шлях лінії Ковель - Берестя (Рівненська дирекція залізничних перевезень Львівської залізниці). Поблизу села Голядин перетинає річку Прип'ять, в селі Згорани — річку Нережа.                                                   |               |
| О031699                | Положеве - Плоске - Кропивники | 14,7            | Автошля́х О031699 — автомобільний шлях довжиною 14,7 км, обласна дорога місцевого значення у Волинській області. Пролягає по Шацькому районі від села Положеве до села Кропивники. Починається в селі Положеве на перетині з Т 0302, проходить через села Плоске, Вілиця, закінчується в селі Кропивники. Поблизу села Вілиця збігається з Т 0306 Поблизу села Вілиця перетинає річку Прип'ять. |               |